# Оявеэ, Март
Март Оявеэ (эст. Mart Ojavee, род. 9 ноября 1981, Таллин) — эстонский шоссейный велогонщик.

## Карьера
В начале карьеры выступал за континентальные команды. В 2010 перешёл в только что образовавшуюся Champion System Pro Cycling Team, получившую следующий год получила статус проконтинентальной команды, за которую выступал до прекращения её существования по окончании сезона 2013 года.
Принял участие в таких гонках как Тропикале Амисса Бонго, Тур Хайнаня, Тур озера Тайху, Тур озера Цинхай, Тур Катара, Тур Омана, Схелдепрейс, Четыре дня.
В 2011 году стал чемпионом Эстонии в групповой гонке.

## Достижения
2007
1-й и 4-й этап на FBD Insurance Rás
7-й этап на Тур Болгарии
3-й на Scandinavian Open Road Race
2008
1-й этап на Пять колец Москвы
Гран-при Таллин — Тарту
4-й этап на Путь к Пекину
2009
Гран-при Донецка
2011
 Чемпион Эстонии — групповая гонка
 Чемпион Эстонии — критериум
Saaremaa Velotour
1-й в генеральной классификации
1-й этап TTT
3-й на Чемпионат Эстонии — индивидуальная гонка
2012
Saaremaa Velotour
1-й в генеральной классификации
1-й этап TTT

## Рейтинги
| Год                 | 2009  | 2010  | 2011  | 2012  | 2013  |
| ------------------- | ----- | ----- | ----- | ----- | ----- |
| Европейский тур UCI | 315-й | 728-й | 373-й | 725-й | -     |
| Азиатский тур UCI   | -     | -     | 188-й | 274-й | 347-й |
| Африканский тур UCI | 83-й  | -     | -     | -     | -     |
|                     |       |       |       |       |       |
| Источник: UCI       |       |       |       |       |       |